# لینستر
لینستر (به ایرلندی: Laighin / Cúige Laighean) یکی از ۴ استان ایرلند است. لینستر پر جمعیت‌ترین استان ایرلند با جمعیت (طبق سرشماری ۲۰۰۶) ۲٬۵۰۱٬۲۰۸ نفر است.